# Per Gjelten
Per Gjelten, né le 5 décembre 1927 à Trondheim et mort le 25 janvier 1991 dans la même localité, est un coureur norvégien du combiné nordique, aussi fondeur.

## Biographie
Représentant du club Slemmestad IF, il devient champion de Norvège de combiné en 1952. La même année, il obtient une sélection aux Jeux olympiques d'Oslo, en Norvège, pour prendre la cinquième place en combiné et la vingtième place en ski de fond. Deux ans plus tard, il se retrouve quatrième aux Championnats du monde 1954 à Falun.
Sur le Festival de ski de Holmenkollen, il arrive deuxième en combiné nordique en 1951, derrière Simon Slåttvik, qui gagne quatre fois ici. La même année, il s'impose sur les Jeux du ski de Suède en plus de finir deuxième en 1953.

## Palmarès

### Jeux olympiques
| Épreuve / Édition | Oslo 1952 |
| Combiné nordique  | 5e        |
| 18 km ski de fond | 20e       |

### Championnats du monde
| Épreuve / Édition | Lake Placid 1950 | Falun 1954 |
| Combiné nordique  | 9e               | 4e         |
| 15 km             |                  | 48e        |

### Championnats de Norvège
- Vainqueur du combiné en 1952.
- Deuxième du combiné en 1953.
- Troisième du combiné en 1956.